# 阿尔默内什
阿尔默内什（法語：Almenêches，發音：[almənɛʃ] ⓘ）是法国奥恩省阿让唐区的市镇，位于该省中部，面积20.27平方千米，2022年1月1日人口为642人。

## 地理
阿尔默内什（48°41'51"N, 0°6'36"E）面积20.27平方千米，位于法国诺曼底大区奧恩省，该省份为法国西北部内陆省份，北起顺时针与卡爾瓦多斯省、厄尔省、厄尔-卢瓦省、萨尔特省、马耶讷省和芒什省接壤。
与阿尔默内什接壤的市镇（或旧市镇、城区）包括：欧努勒福孔、布瓦塞拉朗德、阿尔默内什堡、梅达维、欧日地区古费恩、沙尤埃。
阿尔默内什的时区为UTC+01:00、UTC+02:00（夏令时）。

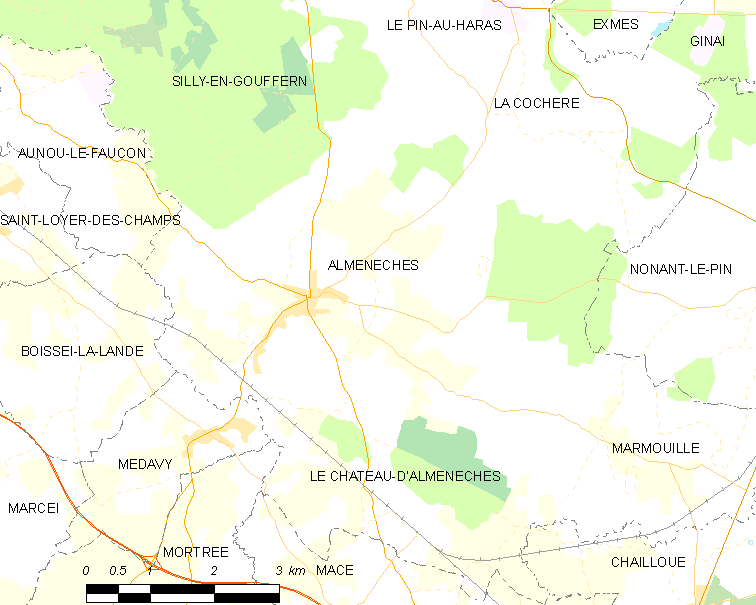
阿尔默内什的OSM定位图

## 行政
阿尔默内什的邮政编码为61570，INSEE市镇编码为61002。

## 政治
阿尔默内什所属的省级选区为塞镇县。

## 人口

1962-2008年间阿尔默内什人口变化图示

阿尔默内什于2022年1月1日时的人口数量为642人。